# Walter Alvarez
Walter Alvarez (ur. 3 października 1940 w Berkeley) – amerykański geolog i paleontolog, profesor na wydziale Ziemi i Nauk Geologicznych na Uniwersytecie Kalifornijskim. W 1967 zdobył tytuł magistra geologii na Uniwersytecie Princeton.

## Życiorys
Jego dziadek Walter C. Alvarez był znanym fizykiem, a jego pradziad Luis F. Alvarez pracując jako lekarz na Hawajach odkrył lepszą od ówcześnie używanej metodę diagnozy leprozy.
W 1980 roku wraz ze swoim ojcem Luisem Walterem Alwarezem i dwoma chemikami jądrowymi w artykule opublikowanym w "Science" przedstawił hipotezę wymarcia dinozaurów i wielu innych gatunków zwierząt (wymieranie kredowe) wskazującą, że jego powodem było uderzenie w Ziemię pod koniec kredy planetoidy o średnicy szacowanej na ok. 10 km (Luis W. Alvarez i inni, Extraterrestrial Cause for the Cretaceous-Tertiary Extinction, „Science”, 208 (4448), 1980, s. 1095–1108, DOI: 10.1126/science.208.4448.1095 [dostęp 2025-07-03] (ang.).).
W książce zatytułowanej "Dinozaury i krater śmierci" opisał metodę dojścia do hipotezy wymarcia dinozaurów. Hipoteza ta w 1990 została wzmocniona przez odkrycie w Meksyku krateru Chicxulub, pozostawionego przez planetoidę, która spadła na Ziemię około 65,5 mln lat temu.
W 2005 otrzymał doktorat honoris causa na Geological Sciences from the University of Siena we Włoszech.
W 2006 otrzymał prestiżowy medal Nevada i honorarium 20 tys. dolarów amerykańskich oraz Penrose Medal od Geological Society of America,